# Etylmerkaptan
Etylmerkaptan eller etantiol, tidigare även bara merkaptan, C2H5SH, är en tiol med mycket stark lukt. Molekylen liknar etanol, men har en svavelatom i stället för en syreatom.

## Egenskaper
Etylmerkaptan har mycket stark lukt, endast 2,8 ppb räcker för att vara märkbart för människor. Kvällen 26 oktober 1908, kastades en liten mängd i en flaska i Brunnsviken vid Stockholm, vilket genast kändes över en stor del av staden. Lukten var så intensiv, att många människor mådde illa och spydde.

## Användning
Ämnet används som tillsats i gasol och stadsgas för att indikera gasläckor. Endast en mycket liten tillsats behövs för att kunna lokalisera läckan.